# Up (2009)
Up is een Amerikaanse computeranimatiefilm uit 2009, geproduceerd door Pixar Animation Studios en gedistribueerd door Walt Disney Pictures. Het is de tiende lange speelfilm van Pixar. De regie is in handen van Pete Docter. De film debuteerde als eerste animatiefilm ooit op de opening van het Filmfestival van Cannes.
De stemmen in de film werden verzorgd door Ed Asner, Christopher Plummer, Bob Peterson en Jordan Nagai.

## Verhaal
Carl Fredricksen is een verlegen achtjarige jongen, die op een dag Ellie, een nogal excentriek meisje ontmoet. Hij ontdekt dat ze beiden interesse hebben voor de avonturen van hun held, de beroemde ontdekkingsreiziger Charles Muntz. Ellie maakt bekend dat ze haar huis graag zou willen verhuizen naar de Paradijswaterval in Zuid-Amerika, en laat Carl beloven dat hij dit ooit voor haar zal doen.
De twee worden uiteindelijk verliefd, trouwen, en worden samen oud in het huis waar ze elkaar voor het eerst ontmoetten. Ze verdienen de kost, respectievelijk als ballonnenverkoper en dierentuinopzichter. Ze hadden plannen om een kind te krijgen en ze hadden al een kamer tot babykamer omgebouwd. De dokter meldde echter dat Ellie onvruchtbaar bleek. Ellie was zwaar teleurgesteld. Ze wilden in een glazen fles een spaarpot maken voor hun droomreis. Door ongelukken moesten ze die spaarpot opofferen om herstellingen te kunnen betalen. Daardoor moeten ze hun reis naar de Paradijswaterval steeds uitstellen. Wanneer ze eindelijk de financiering rond hebben, zijn ze al oud en sterft Ellie. Carl blijft eenzaam achter en raakt verbitterd. Terwijl de jaren voorbijgaan, wordt de wijk rondom Carls huis volgebouwd met nieuwbouw. Carl weigert te verhuizen naar een bejaardentehuis, totdat de rechter hem hiertoe dwingt. Carl wil echter eerst zijn belofte aan Ellie nakomen en beraamt een plan om dit voor elkaar te krijgen. Hij maakt duizenden heliumballonnen vast aan zijn huis, waarmee hij het van de grond kan krijgen en het verandert in een luchtschip.

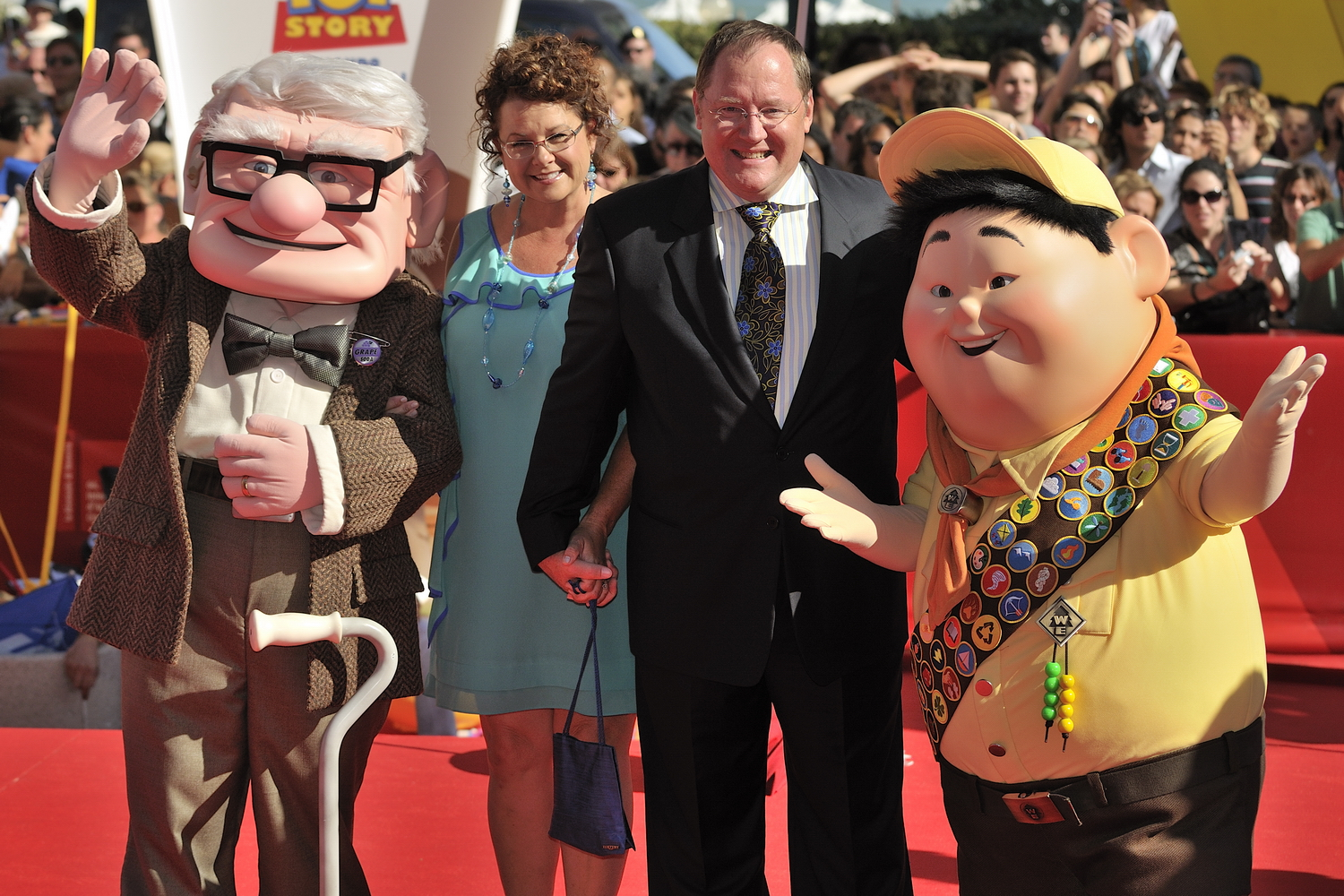
Poppen van Carl en Russel op het filmfestival van Venetië in 2009

Russell, een jonge scout, was eerder aan de deur geweest om Carl zijn diensten aan te bieden, om zo een insigne voor het verlenen van diensten aan ouderen te behalen. Carl had hem er toen op uit gestuurd om een snip te vangen waar hij zogenaamd last van had, om zo even van Russell af te zijn. Bij het opstijgen van het huis was hij onder de veranda naar de snip aan het zoeken, en hij klopt nu aan. Carl moet hem nu wel binnenlaten en verder meenemen.
Terwijl Carl slaapt, navigeert Russell het huis met zijn gps-navigator tot dicht bij de Paradijswaterval. Hij laat hem enthousiast aan Carl zien, die inmiddels wakker is, maar laat hem uit het raam vallen. Ze landen en zien dat ze naar de andere kant van de tepui(tafelberg) moeten. Nadat ze voor het dalen wat ballonnen hadden losgemaakt kunnen ze niet meer opstijgen, maar nog wel over de tepui lopen, het zwevende huis achter zich aan trekkend. Tijdens de tocht vindt Russell een kleurrijke tropische loopvogel, die hij Kevin noemt. Ook ontmoeten ze Dug, een hond die een speciale halsband om heeft waardoor hij kan praten. Vervolgens komen ze veel agressievere honden tegen die hen dwingen mee te komen.
De eigenaar van de honden blijkt Carls jeugdidool Charles Muntz te zijn, die al jaren in Zuid-Amerika in een luchtschip verblijft om een bepaalde vogelsoort te zoeken: de soort waar Kevin toe behoort. Hij wil de vogel vinden om aan te tonen dat ze bestaan, na eerst door zijn collega’s in de wetenschap beschuldigd te zijn geweest van fraude: hij zou zelf een namaakskelet in elkaar hebben gezet. Eerst worden Carl en Russell gastvrij ontvangen, maar nadat duidelijk is dat ze Kevin gezien hebben, blijkt dat Muntz over lijken gaat als ze hem zullen hinderen de vogel gevangen te nemen. Daarom vertrekken Carl en Russell gauw, waarna Muntz de achtervolging inzet met zijn honden. De twee kunnen aan Muntz ontkomen, maar Kevin raakt gewond.
Muntz spoort Carl en Russell al snel weer op dankzij een zender in Dugs halsband. Hij steekt Carls huis in brand, waardoor Carl is afgeleid en Muntz Kevin kan vangen. Carl kan de brand blussen en het huis veilig aan de grond zetten, pal naast de Paradijswaterval. Daarmee heeft hij zijn belofte aan Ellie waargemaakt. Russell is boos op Carl dat hij Muntz niet heeft belet Kevin gevangen te nemen, en gaat in zijn eentje achter Muntz aan. Carl, die zijn belofte aan Ellie heeft waargemaakt en door oude aantekeningen van haar wordt aangemoedigd om nu een nieuw avontuur te beginnen, laat allerlei huisraad achter, waardoor zijn huis weer kan opstijgen, en vertrekt om Russell te gaan helpen.
Russell en Carl dringen het luchtschip van Muntz binnen, waarna een gevecht losbreekt. Muntz valt uiteindelijk van het luchtschip en ze laten Kevin vrij. Het huis zweeft weg, daarom gaan Carl en Russell terug naar de VS in Muntz' luchtschip. Ze nemen de honden mee, die nu onder leiding staan van Dug. Carl gebruikt het luchtschip vervolgens als woning. Hij woont de scoutceremonie bij en speldt Russell als insigne de kroonkurk op die hij zelf ooit als insigne van Ellie heeft gekregen. Hij besluit weer volop van het leven te gaan genieten, daar dat precies is wat Ellie ook zou hebben gewild. Zijn huis is geland op de plek die hij Ellie had beloofd: bij de Paradijswaterval.

## Personages
Carl FredricksenEen 78-jarige ballonverkoper die in een oud huis woont op een plek waar een nieuwe woonwijk moet komen. Carls vrouw Ellie is gestorven en nu is hij alleen. Hij moet naar het bejaardentehuis. Zodra de mannen van het bejaardentehuis hem komen ophalen heeft hij echter duizenden ballonnen aan zijn huis vastgebonden en gaat de lucht in. Hij wil naar de Paradijsrots, de plek waar zijn held Charles Muntz ook naartoe is gegaan. Tijdens de reis ontmoet hij een padvinder genaamd Russell.
RussellEen 8-jarige drukke padvinder die bij Carl aan de deur komt en vraagt of hij hem ergens mee kan helpen. Russell is een padvinder van Groep 54. Carl geeft om hem weg te lokken hem de opdracht om een lokvogel te vangen. Later als Carl in de lucht is komt hij terug. Russell mag in Carls huis naar binnen. Hij ontmoet ook een grote lokvogel genaamd Kevin en een pratende hond genaamd Dug, die hij graag als huisdier wil hebben. Door alle honden van Charles Muntz (behalve Dug) wordt hij "de kleine postbode" genoemd.
DugEen hond met een halsband waarmee hij kan praten. Dug is een Golden Retriever die Kevin van zijn baas moet vangen. Als Carl, Russell en Kevin hem vinden wil hij Kevin vangen en naar zijn baas genaamd Charles Muntz brengen. Later wil hij Kevin niet vangen en worden Alpha en de andere honden Dugs grootste vijanden. In tegenstelling tot alle andere honden van Charles Muntz is Dug heel aardig. Als de film bijna afgelopen is heeft hij de leiding over de honden. Hij haat eekhoorns.
KevinEen enorm grote loopvogel die dicht bij de Paradijsrots leeft en dol is op chocolade. Charles Muntz wil haar vangen en stuurt dus zijn honden op haar af. Russell wil haar als huisdier hebben, wat Carl eerst niet goed vindt. Als Kevin kleintjes krijgt blijkt zij een vrouwtjesvogel te zijn (in tegenstelling tot wat eerst gedacht werd).
Charles F. MuntzEen man die Kevin wil vangen. Hij geeft zijn honden de opdracht om dit te doen. Tot Carls verbazing en vreugde ziet Carl hem als ze op weg zijn naar de Paradijsrots. Vroeger waren Carl en Ellie zijn grootste fans. Maar tijdens zijn reis richting de Paradijsrots blijkt dat Charles een gestoorde man is geworden, daar hij onder meer andere reizigers heeft gedood. Als Charles Kevin ziet worden hij en Carl grote vijanden.
AlphaEen hond van Charles Muntz die net als zijn vijand Dug een halsband heeft die kan praten. Hij heeft de leiding van de pratende honden tot Muntz verslagen is. Zijn halsband was stuk, totdat Muntz hem weer maakte. Maar op het einde komt hij vast te zitten en is zijn halsband weer stuk. Net als Dug haat hij eekhoorns.
BetaEen zwart-bruine hond die ook een halsband heeft waarmee hij kan praten. Hij wordt vaak gezien met Alpha en Gamma. Hij haat net zoals de andere honden eekhoorns.
GammaEen wit-bruine bulldog die net als alle andere honden een halsband heeft waarmee hij kan praten en eekhoorns haat. Hij wordt vaak met Beta en Alpha gezien.
EpsilonEen hond van Muntz die al het eten maakt. Het is onbekend of hij kan praten. Hij is herkenbaar aan de koksmuts die hij draagt.
Ellie FredricksenZij was in het verleden Carls vrouw. Maar sinds zij dood is gegaan aan borstkanker is Carl alleen. Ze had een Avonturenboek waar al haar foto's in staan. Haar droom was om naar de Paradijsrots te gaan, maar zij heeft dit niet meegemaakt. Als ze in het ziekenhuis ligt en Carl haar het Avonturenboek terug geeft, maakt ze het af. Carl ontdekt dit later.
Broeder GeorgeEen bruine man die samen met AJ naar Carls huis gaat om Carl naar het bejaardentehuis te brengen.
Broeder AJHij gaat samen met George naar Carls huis om Carl naar het bejaardentehuis te brengen.

## Rolverdeling
| Personage*                                                   | Engelse versie      | Nederlandse versie    | Vlaamse versie    |
| ------------------------------------------------------------ | ------------------- | --------------------- | ----------------- |
| Carl Fredricksen                                             | Ed Asner            | Frits Lambrechts      | Arnold Willems    |
| Russell                                                      | Jordan Nagai        | Jary Beekhuizen       | Sam de Graef      |
| Charles Muntz                                                | Christopher Plummer | Rients Gratama        | Herbert Flack     |
| Dug                                                          | Bob Peterson        | Thijs van Aken        | Chris Dusauchoit  |
| Beta                                                         | Delroy Lindo        | Sander de Heer        | Ivan Pecnik       |
| Gamma                                                        | Jerome Ranft        | Bas Keijzer           | Gunther Lesage    |
| Alpha                                                        | Bob Peterson        | Louis van Beek        | Johan Heldenbergh |
| Omega                                                        | Josh Cooley         | Florus van Rooijen    | Jan Hessens       |
| Young Ellie (Jonge Ellie)                                    | Elizabeth Docter    | Anna Davidson         | Hannah De Graef   |
| Young Carl (Jonge Carl)                                      | Jeremy Leary        | Wiet de Bruijn        | Luca Tesoro       |
| Newsreel Announcer (Presentator Filmjournaal en nieuwslezer) | David Kaye          | Olaf Wijnants         | Frank Van Erum    |
| Police Officer Edith (Agente Edith)                          | Mickie McGowan      | Hilde de Mildt        | Tine Denijs       |
| Construction Foreman Tom (Voorman Tom)                       | John Ratzenberger   | Bas Keijzer           | Johan Heldenbergh |
| Construction Worker Steve (Bouwvakker Steve)                 | Danny Mann          | Reinder van der Naalt | Vincent Bal       |
| Nurse AJ (Broeder AJ/Verpleger AJ)                           | Jess Harnell        | Sander de Heer        | Frank Van Erum    |
| Nurse George (Broeder George/Verpleger George)               | Donald Fullilove    | Florus van Rooijen    | Gunther Lesage    |
| Campmaster Strauch (Kampleider Strauch)                      | Pete Docter         | Florus van Rooijen    | Gunther Lesage    |

De Nederlandse regie werd geregisseerd door Hilde de Mildt en de vertaling door Hanneke van Bogget.

## Bonusfilms
- Dug's Speciale Missie
- Plaatselijk Bewolkt

## Achtergrond

### Productie

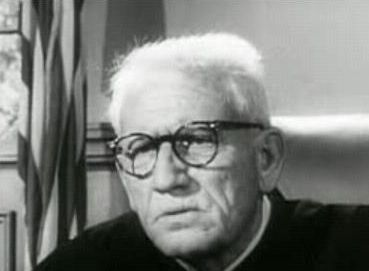
De hoofdpersoon, Carl, is deels gebaseerd op Spencer Tracy.

Het idee voor een vliegend huis kwam van regisseur Pete Docter, die erover fantaseerde als hij volgens eigen zeggen wilde ontsnappen aan zijn hectische leven. In 2004 werd al begonnen met het scenario voor de film. Acteur en schrijver Thomas McCarthy hielp Docter en Bob Peterson met het verhaal vorm te geven. Docter kwam eveneens met het idee om van de hoofdpersoon een oude man te maken.
Volgens Docter toonde de film zijn vriendschap met Disneyveteranen Frank Thomas, Ollie Johnston en Joe Grant (die allemaal stierven voor de uitkomst van de film. De film is aan hen opgedragen.) Grant gaf het scenario zijn goedkeuring alvorens in 2005 te sterven. Volgens Docter spoorde Grant hem aan tot de scène waarin Carl rouwt om zijn overleden vrouw, daar dit de film wat meer emotionele waarde zou geven.
Het verhaal van de film onderging een paar veranderingen. In het originele scenario wilde Carl gewoon bij zijn vrouw zijn in de lucht. Dit idee bleek echter lastig daar de film dan in feite niets meer had om naartoe te werken vanaf het moment dat Carl daadwerkelijk in de lucht was. Dus werd besloten hem een ander doel te geven. Docter bedacht het personage Dug erbij omdat hij graag mensen eens wilde tonen wat een hond echt denkt in plaats van wat men aanneemt dat hij denkt. Het personage Charles Muntz is gebaseerd op producer Charles B. Mintz, die ooit Walt Disneys personage Oswald the Lucky Rabbit stal waardoor Disney met een ander personage moest komen: Mickey Mouse.
Docter koos Venezuela als de locatie voor de film nadat Ralph Eggleston hem een video liet zien van de tepuibergen daar. In 2004 bezochten Docter en elf andere Pixarmedewerkers de Monte Roraima om tekeningen te maken. Tevens bezochten ze de Ángelwaterval om inspiratie op te doen voor de paradijswaterval. Het ontwerpen van het landschap en de wezens die hierin leefden bleek lastig vanwege de surrealistische opzet van de film. Voor de vogel Kevin werd een himalayaglansfazant als voorbeeld gebruikt.
Een andere inspiratiebron voor de film was de roman The Lost World van Arthur Conan Doyle, en de verfilming uit 1925. Zo vertoont het personage Charles Muntz een aantal gelijkenissen met professor Challenger. Ook hij gaat naar een afgelegen plateau om harde bewijzen te vinden waarmee hij zijn collega wetenschappers kan overtuigen van een eerder bedachte theorie of stelling.

### Ontvangst
Up werd positief ontvangen door critici. Sinds 15 juni 2009 scoort de film 97% aan goede beoordelingen op Rotten Tomatoes. De film heeft een score van 88 op de website Metacritic.
In eerste instantie werd er twijfelachtig gedacht over Up. Pixar's voorgaande film, WALL•E, scoorde voor een Pixar-film matig vanwege de volwassen thema's en sombere ondertoon die de film bevat. Aangezien het hoofdpersonage in Up een bejaarde en knorrige man is, zou ook deze film volgens vele analisten weer matig scoren. Het tegendeel werd echter snel bewezen. Up was in het openingsweekend de meest succesvolle film, met een opbrengst van $68.108.790 in Noord-Amerika. Uiteindelijk werd hij de op 3 na best bezochte film in 2009 en bracht hij $683,004,164 in het laatje, wat hem de op 1 na meest succesvolle Pixarfilm (Na Finding Nemo met $864.621.035 opbrengst) ooit maakt.

### Foutjes in de film
Ondanks de zorgvuldige afwerking en het ongelooflijk oog voor detail zitten er toch enkele opvallende teken- of gedachtenfouten in de film.
- Wanneer Carl en Ellie als kinderen door Ellies Avonturenboek bladeren, slaat Ellie twee bladzijden om. In een later shot is te zien dat Ellie al vijf bladzijden omgeslagen blijkt te hebben.
- De deur van het huis van Carl telt de ene keer 4 sloten en de andere keer slechts 3.
- Wanneer de mensen van het bejaardenhuis langskomen is er op de schoorsteen nog niets te zien van ballonnen-touwtjes, terwijl in de volgende scene de touwtjes eruit puilen.
- Russell blijkt, als hij aanklopt, al een tijd op de veranda te zitten. Maar bij het opstijgen van het huis is Russell zowel op als onder de veranda niet te zien.
  - Hetzelfde gebeurt later met Dug.
- Wanneer Carl en Russell door een jungle lopen, geeft Russell aan dat hij moe is en valt voorover, met zijn gezicht op de grond. Als resultaat hiervan wordt zijn gezicht smerig. Wanneer Carl Russell toestemming geeft om te gaan urineren en Russell zijn rugzak aan Carl geeft, is Russells gezicht is weer helemaal schoon, terwijl hij zijn gezicht daarvoor niet heeft afgepoetst.
- Wanneer Charles Muntz Kevin gevangen neemt, probeert Russell om zelf Kevin te redden. Hij vliegt naar het luchtschip met ballonnen en een bladblazer. Hoewel de bladblazer op gas werkt, moet Russell eerst aan een touwtje trekken om de bladblazer te laten werken.
  - Wanneer Russell later aan boord is van Charles' luchtschip start de bladblazer automatisch, hoewel Russell niet aan het touwtje heeft getrokken.

## Dvd en Blu-ray
De dvd en Blu-ray werden in 2009 uitgebracht.

## Trivia
- In 2011 probeerde National Geographic Channel een huis aan ballonnen te laten vliegen. Dit experiment was geïnspireerd op deze film. Het experiment lukte.
- De film is volgens de aftiteling opgedragen aan de real life Carl en Ellie Fredricksens die 'ons' inspireerden om onze eigen avonturenboeken te maken.